# Лесозаготовительная промышленность
Лесозаготови́тельная промы́шленность — является крупнейшей отраслью лесной промышленности, осуществляющей заготовку древесины, её вывоз либо сплав, а также первичную обработку, частичную переработку крупных лесоматериалов и утилизацию отходов лесозаготовки. За рубежом лесозаготовительная промышленность, как правило, является составной частью лесного хозяйства. Занимала немаловажное место в народном хозяйстве бывшего СССР.

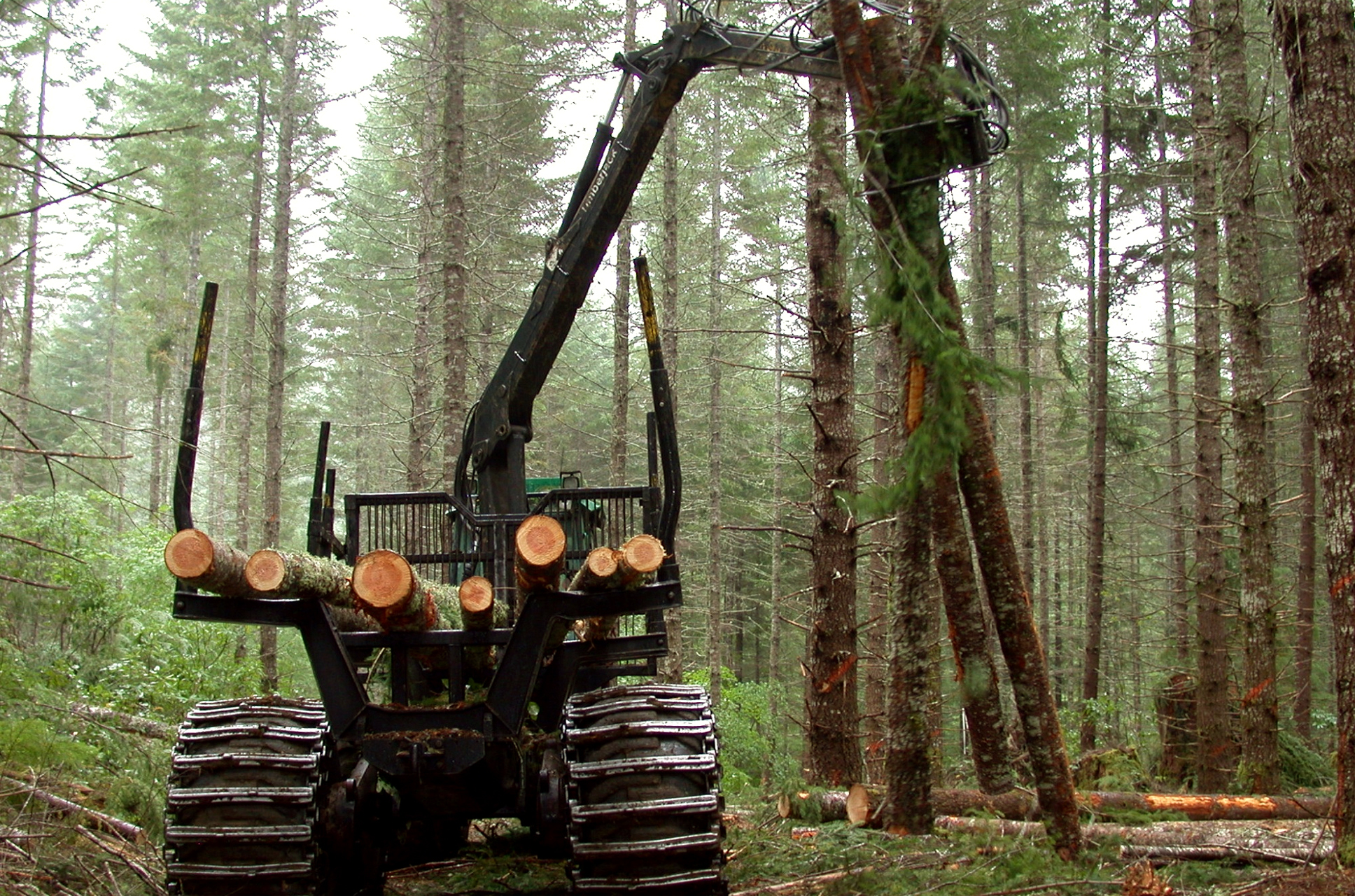
Лесозаготовка в штате Орегон, США

## История
До 20 века лесозаготовки в России производились в ограниченных количествах, при этом производственные операции по заготовке леса и вывозке древесины выполнялись вручную.

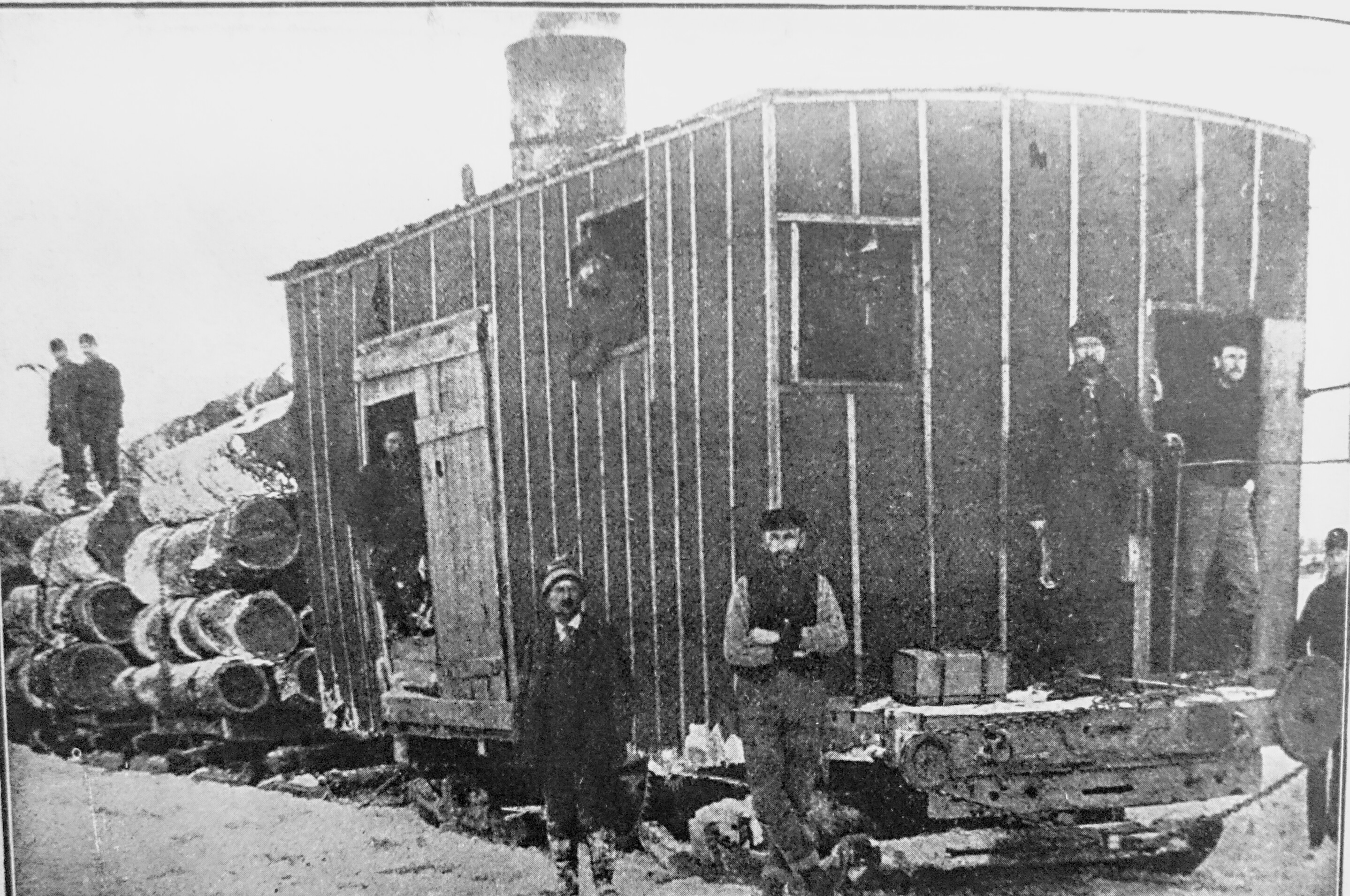
Рабочие перевозят лес (Россия, 1913)

После революции лесозаготовительная промышленность была почти полностью разрушена, в стране остро ощущалась нехватка топлива, и до 1922 года преобладала заготовка дровяной древесины. Позже произошёл значительный рост лесозаготовок — к 1972 году СССР вышел на первое место в мире по объёму вывозки древесины. При этом, в процессе лесозаготовок требовалось выполнение ряда лесохозяйственных требований: размечать лесосеки установленной ширины, осуществлять сохранение подроста и молодняка, оставлять семенники, очищать лесосеки от порубочных остатков и другие мероприятия, направленные на восстановление леса.
С 1927 года и до середины пятидесятых годов основные лесозаготовки осуществлялись на Севере и Северо-Западе Европейской части СССР, что привело к ощутимому сокращению лесосырьевых ресурсов в районах интенсивных рубок. В дальнейшем лесозаготовки широко развивались в Сибири и на Дальнем Востоке, что привело к уменьшению доли вырубки лесов в Европейской части СССР: например, в 1972 году из общего объёма лесозаготовок на Северо-западный экономический район приходилось 24,9%, Восточно-Сибирский — 16,9%, Уральский — 15,0%, Дальневосточный — 8,0%, Западно-Сибирский — 7,8%, Волго-Вятский — 7,7%, Центральный — 7,5%. Кроме того, освоение новых лесных массивов Северо-запада, Сибири и Дальнего Востока привело к необходимости развития инфраструктуры этих регионов и строительства сети магистральных лесовозных ширококолейных железных дорог.

## Структура
В целом, лесозаготовительная промышленность включает в себя несколько основных производств:
- лесозаготовки, представляющие собой комплекс лесосечных работ и вывозки леса;
- подсочку леса, предусматривающую работы по добыче живицы и заготовке пневого осмола;
- лесосплав, в том числе первичный (в основном, по малым рекам) и транзитный (главным образом, по крупным рекам, в том числе и водохранилищам), включающий работы по первоначальной скатке древесины на воду, формированию плотов и непосредственному её сплаву;
- лесоперевалочные работы — передача лесопродукции с одного вида транспорта на другой.

Кроме того, лесозаготовительная промышленность включает производства, использующие в качестве сырья малоценные сорта древесины и отходы лесозаготовки: лесопиление, шпалопиление, производство технологической щепы, тарной дощечки и других изделий.